# Achmelvich
Achmelvich (Schots-Gaelisch: Achadh Mhealbhaich) is een kustdorp ongeveer 5 kilometer ten noordwesten van Lochinver in de Schotse lieutenancy Sutherland in het raadsgebied Highland.